# Одонтологія
Одонтоло́гія антропологі́чна — розділ антропології, що вивчає будову і еволюцію зубної системи людини і приматів. Охоплює питання, пов'язані з анатомією, фізіологією, патологією і профілактикою органів жування і порожнини рота, розглядаючи їх не ізольовано, а у зв'язку із загальним станом організму людини та соціальними умовами його існування.
Поділяється на лікувальну та соціальну.